# NGC 72
NGC 72は、アンドロメダ座の方角に推定約3.2億光年離れた位置にある棒渦巻銀河である。1855年にR・J・ミッチェルが発見した。視等級は13.5である。